# Karl Hechler
Karl Ludwig Hechler (* 22. Februar 1840 in Bretzenheim; † 5. Juli 1898 in Darmstadt) war ein hessischer Beamter, Politiker (NLP) und Abgeordneter der 2. Kammer der Landstände des Großherzogtums Hessen.
Karl Hechler war der Sohn des Katastergeometers und Steuerrates Johann Hechler und dessen Ehefrau Elisabeth, geborene Lilienfein. Hechler, der evangelischen Glaubens war, heiratete Elisabeth Karoline Lilly geborene Binzer (1846–1881).
Hechler wurde Finanzakzessist in Bretzenheim, 1870 Distrikteinnehmer in Homberg und 1873 Steuerkontrolleur. Im Jahr 1882 wechselte er als Sekretär zur Brandversicherungskommission in Darmstadt, wo er 1886 Mitglied und Rat, 1892 Regierungsrat und 1897 Vorsitzender wurde. Gleichzeitig erhielt er den Titel eines Geheimen Regierungsrates und eines Geheimen Finanzrates. 
Von 1884 bis 1898 gehörte er der Zweiten Kammer der Landstände an. Er wurde für den Wahlbezirk Starkenburg 13/Griesheim gewählt.